# Limenitis angustifascia
Limenitis angustifascia är en fjärilsart som beskrevs av Barnes och Mcdunnough 1912. Limenitis angustifascia ingår i släktet Limenitis och familjen praktfjärilar. Inga underarter finns listade i Catalogue of Life.